# Siékoro (Kombori)
Pour les articles homonymes, voir Siékoro.
Siékoro est une commune située dans le département de Kombori de la province de Kossi au Burkina Faso.